# Carl Christian Burmeister
Carl Christian Burmeister (født 7. januar 1821 i København, død 11. december 1898 smst) var en dansk mekaniker, maskinfabrikant og medgrundlægger af Burmeister & Wain.
I 1843 etablerede en holstensk snedker, Hans Heinrich Baumgarten, et mekanisk værksted på Købmagergade i København. Han indgik i 1846 et partnerskab med Carl Chr. Burmeister, hvor værkstedet blev udvidet med et jernstøberi og flyttet til Christianshavn under navnet Baumgarten og Burmeister. Støberiet leverede Danmarks første dampskib i støbejern og søsatte det i 1858.
Baumgarten trak sig tilbage i 1861, og fire år senere indgik Burmeister et kompagniskab med underdirektøren fra værftet, William Wain, så firmaet kom til at hedde Burmeister & Wain. Virksomheden blev i 1871 ramt af både kapitalmangel og strejke. Året efter blev værftet omdannet til et aktieselskab.